# Dieter Segert
Dieter Segert (* 20. April 1952 in Salzwedel) ist ein deutscher Politikwissenschafter an der Universität Wien, der sich v. a. mit der Transformation politischer Systeme in Ostmitteleuropa, dem europäischen Staatssozialismus und der Parteienentwicklung in Osteuropa befasst.

## Biografie
Segert studierte Philosophie an der Humboldt-Universität Berlin und an der Lomonossow-Universität Moskau.
1978 wurde er zunächst wissenschaftlicher Mitarbeiter und später Hochschullehrer für Philosophie an der Humboldt-Universität, 1989 erlangte er hier eine Professur. 1992 lehrte er an der Universität Bath. Von 1993 bis 1998 hatte Segert eine Professur für Vergleichende Politikwissenschaft an der Humboldt-Universität inne, von 1998 bis 2001 eine Gastprofessur an der Karls-Universität Prag. 2001 lehrte er an der Europa-Universität Viadrina in Frankfurt (Oder). Von 2002 bis 2005 war Segert wissenschaftlicher Mitarbeiter an der Bundeszentrale für politische Bildung in Bonn.
2005 übernahm Segert eine Professur am Institut für Politikwissenschaft der Universität Wien. Er ist seit 2008 gewähltes Mitglied der Leibniz-Sozietät der Wissenschaften zu Berlin. Seit 2022 ist er Mitglied des Willy-Brandt-Kreises e.V.

## Werke (Auswahl)
- Doppelter Geschichtsbruch. Der Wandel in Osteuropa nach der Helsinki-Konferenz 1975 und die Zukunft der europäischen Sicherheit, Mit-Hrsg. mit Peter Brandt und Gert Weisskirchen. Bonn: Dietz, 2024.
- Transformationen und politische Linke - eine ostdeutsche Perspektive. Hamburg: VSA, 2019.
- Transformationen in Osteuropa im 20. Jahrhundert. Wien: Facultas/UTB, 2013.
- Das 41. Jahr. Eine andere Geschichte der DDR. Wien/Köln/Weimar: Böhlau, 2008.
- Prager Frühling. Gespräche über eine europäische Erfahrung. Wien: Braumüller, 2008.
- Postsozialismus. Hinterlassenschaften des Staatssozialismus und neue Kapitalismen in Europa. Wien: Braumüller, 2007.
- Die Grenzen Osteuropas. 1918, 1945, 1989 – drei Versuche, im Westen anzukommen. Frankfurt / New York: Campus, 2002.
- Parteien in Osteuropa. Kontext und Akteure. Opladen: Westdeutscher Verlag, 1995.
- Sozialismus in der Diskussion 1. Berlin: Dietz, 1989 (mit Michael Brie, Rainer Land u. a.).
- Hab’ ich auch was zu sagen? Nachdenken über Demokratie. Berlin: Dietz, 1988 (mit Sieglinde Jänicke).